# Claudia Prisecaru
Claudia Prisecaru (* 2. September 1997 in Focșani) ist eine rumänische Leichtathletin, die sich auf den Hindernislauf spezialisiert hat, aber auch im Langstreckenlauf an den Start geht.

## Sportliche Laufbahn
Erste internationale Erfahrungen sammelte Claudia Prisecaru 2013 bei den Jugendweltmeisterschaften in Donezk, bei denen sie im 2000-Meter-Hindernislauf mit 7:07,21 min im Vorlauf ausschied. Zwei Jahre später gelangte sie bei den Junioreneuropameisterschaften in Eskilstuna über die Normaldistanz bis in das Finale und belegte dort in 10:53,79 min den elften Platz. 2017 wurde sie bei den U23-Europameisterschaften in Bydgoszcz in 9:57,37 min Vierte und 2019 gewann sie dann bei den U23-Europameisterschaften in Gävle in 9:53,21 min die Bronzemedaille. Anfang Dezember erreichte sie bei den Crosslauf-Europameisterschaften in Lissabon nach 29:07 min Rang 24 in der allgemeinen Klasse. 2020 gewann sie bei den Balkan-Hallenmeisterschaften in Istanbul in 9:20,92 min die Bronzemedaille im 3000-Meter-Lauf und im Jahr darauf wurde sie bei den Hallenmeisterschaften ebendort in 9:27,72 min Vierte. Ende Juni gewann sie bei den Balkan-Meisterschaften in Smederevo in 9:46,66 min die Bronzemedaille im Hindernislauf und belegte in 16:13,91 min den fünften Platz im 5000-Meter-Lauf. Im Dezember gelangte sie bei den Crosslauf-Europameisterschaften in Dublin nach 29:43 min Rang 52. 
2022 gewann sie bei den Balkan-Meisterschaften in Craiova in 9:51,26 min die Silbermedaille über 3000 m hinter der Albanerin Luiza Gega und anschließend belegte sie bei den Europameisterschaften in München in 9:35,17 min den sechsten Platz. Im Dezember wurde sie bei den Crosslauf-Europameisterschaften in Turin nach 28:37 min 29.
In den Jahren 2018, 2019 und 2022 wurde Prisecaru rumänische Meisterin im Hindernislauf sowie 2021 über 3000 m. Zudem wurde sie 2019 Hallenmeisterin im 3000-Meter-Lauf.

## Persönliche Bestleistungen
- 3000 Meter: 9:16,08 min, 19. Juni 2021 in Cluj-Napoca
  - 3000 Meter (Halle): 9:09,80 min, 28. Januar 2023 in Manchester
- 5000 Meter: 16:13,91 min, 27. Juni 2021 in Smederevo
- 3000 m Hindernis: 9:33,41 min, 25. Mai 2022 in Huelva